# Dora Massini
Dora Massini (n. 17 octombrie 1907, Camenița, Imperiul Rus – d. 20 august 1996, București, România) a fost o soprană română și ucraineană.

## Date biografice
Părinții erau mari amatori de operă, așă că a avut pentru prima oară contact cu această lume la 6 ani, urmărind spectacolul Evgheni Oneghin. Primul Război Mondial și Revoluția Rusă i-au forțat să plece în Polonia.
În Liov, oraș cu tradiții muzicale la acea vreme, a urmat liceul și în paralel Conservatorul, pe care l-a absolvit în 1926. În același an începe cursurile de canto. Sub presiuna părinților s-a înscris la Medicină la Viena, dar nu a mai ajuns să studieze pentru că locurile deja prea puține fuseseră ocupate. Astfel, a ajuns la Școala Superioară de Comerț Mondial, iar în mare secret a continuat cursurile de muzică. Profesoara Felicia Katschiowska a îndrumat-o. Familia suferă pierderi financiare, astfel cursurile de muzică ajung să fie susținute de alocația lunară - artista a mâncat iaurt cu pâine doi ani. Lipsa tot mai acută a banilor o determină să revină în Liov.
Norocul îi surâde atunci când obține o audiție la Opera din Liov. Debutează în fața publicului cu rolul Santuzzei din Cavaleria Rusticană, în iunie 1929. Doi ani i-a petrecut aici, interpretând Faust, Carmen (rolul Micaela), Cavaleria rusticană, La Forza del destino.
În 1931 îl cunoaște pe Egizio Massini, care profesase în România. Se căsătoresc la scurt timp și apoi se stabilesc în România. Depășind interdicțiile asociate străinilor, a fost angajată la Opera din București. În scurt timp este promovată ca prim solistă. Patosul său i-a atras atenția Regelui Carol al II-lea, care a ajutat-o să obțină o casă pe Calea Victoriei.
Până în 1940 apare în 38 de roluri. Problemele apar odată cu oportunitatea de a cânta Aida și Tosca la Frankfurt, alături de ansamblul Operei din București. Originile sale evreiești o împiedică să aibă vreun rol în aceste concerte. Regele Carol insistă pe lângă ambasador, însă autoritățile germane rămân neînduplecate. Concertele programate în Germania au avut loc fără ea.
Rădăcinile sale îi afectează și șansa de a cânta în Salomeea și Tais la Opera din Chicago când, pentru o perioadă pe durata celui de-Al Doilea Război Mondial, evreilor li se interzicea părăsirea României. După abdicarea lui Carol este obligată să părăsească Opera din București și casa de pe Calea Victoriei. Soțul ei este obligat să demisioneze din armată. Revine pe scena Operei după terminarea războiului, dar este obligată de autoritățile comuniste să cânte la Belgrad și Moscova, ofertele venite din Viena fiindu-i refuzate. Pe finalul carierei, debutează în rolul Tatianei din Evgheni Oneghin, opera care îi marcase copilăria.
Se stinge din viață la spitalul Floreasca din București.

## Distincții
- Ordinul Muncii clasa a II-a (19 aprilie 1952) „pentru zelul și munca depusă în realizarea spectacolului «Rusalka» la un nivel artistic excepțional”[6]
- titlul de Artist Emerit al Republicii Populare Române (19 noiembrie 1952)[7]
- Medalia „A cincea aniversare a Republicii Populare Române” (24 decembrie 1952) „pentru lupta și munca duse în vederea făuririi, consolidării și prosperării Republicii Populare Române”[8]
- titlul de „Laureat al Premiului de Stat al Republicii Populare Române” clasa I pe anul 1952[9]

Toate distincțiile de mai sus i-au fost retrase la 3 iunie 1959 de către Prezidiul Marii Adunări Naționale a Republicii Populare Romîne „ca urmare a săvîrșirii unor fapte grave”.